# ثبيرة مستديرة
ثبيرة مستديرة (الاسم العلمي: Acokanthera rotundata) هي نوع نباتي يتبع جنس الثبيرة من فصيلة الدفلية.